# آمبریز
آمبریز (به انگلیسی: Ambriz) شهری در استان بنگو واقع در کشور آنگولا است که در سال ۲۰۰۹ میلادی ۲۴٬۷۴۶ نفر جمعیت داشته است.